# مسرح روستوف الموسيقي
مسرح روستوف الموسيقي (بالروسية: Ростовский государственный музыкальный театр) هو واحد من أكبر المسارح الموسيقية في جنوب روسيا. يقع في مدينة روستوف-نا-دونو، أحد أقدم المراكز الثقافية في جنوب روسيا. افتتح المسرح في سبتمبر 1999.
يتوفر المسرح على مركز للموسيقى والترفيه، ويستضيف حوالي 300 حفلا موسيقيا في السنة، بالإضافة إلى العديد من المنتديات والمهرجانات.

## تاريخ
في عام 1919 تم تأسيس مسرح روستوف الموسيقي الكوميدي، وكان واحداً من أفضل مسارح الأوبريت في الاتحاد السوفيتي.